# Lexovisaurus
Lexovisaurus var ett släkte av stegosaurider som levde för 165 miljoner år sedan, under jura. Alla kända fossil av djuret har hittats i Frankrike och Tyskland.
Lexovisaurus är bland de äldsta inom familjen. Den hade en tagg på varje höft som pekade bakåt. Även på svansens spets fanns taggar. Släktets medlemmar hade kraftiga främre extremiteter och långa robusta bakben. Längden var upp till 6 meter.
Exemplaren var troligtvis växtätare och de rörde sig på marken.